# Consignation d'appareil électrique

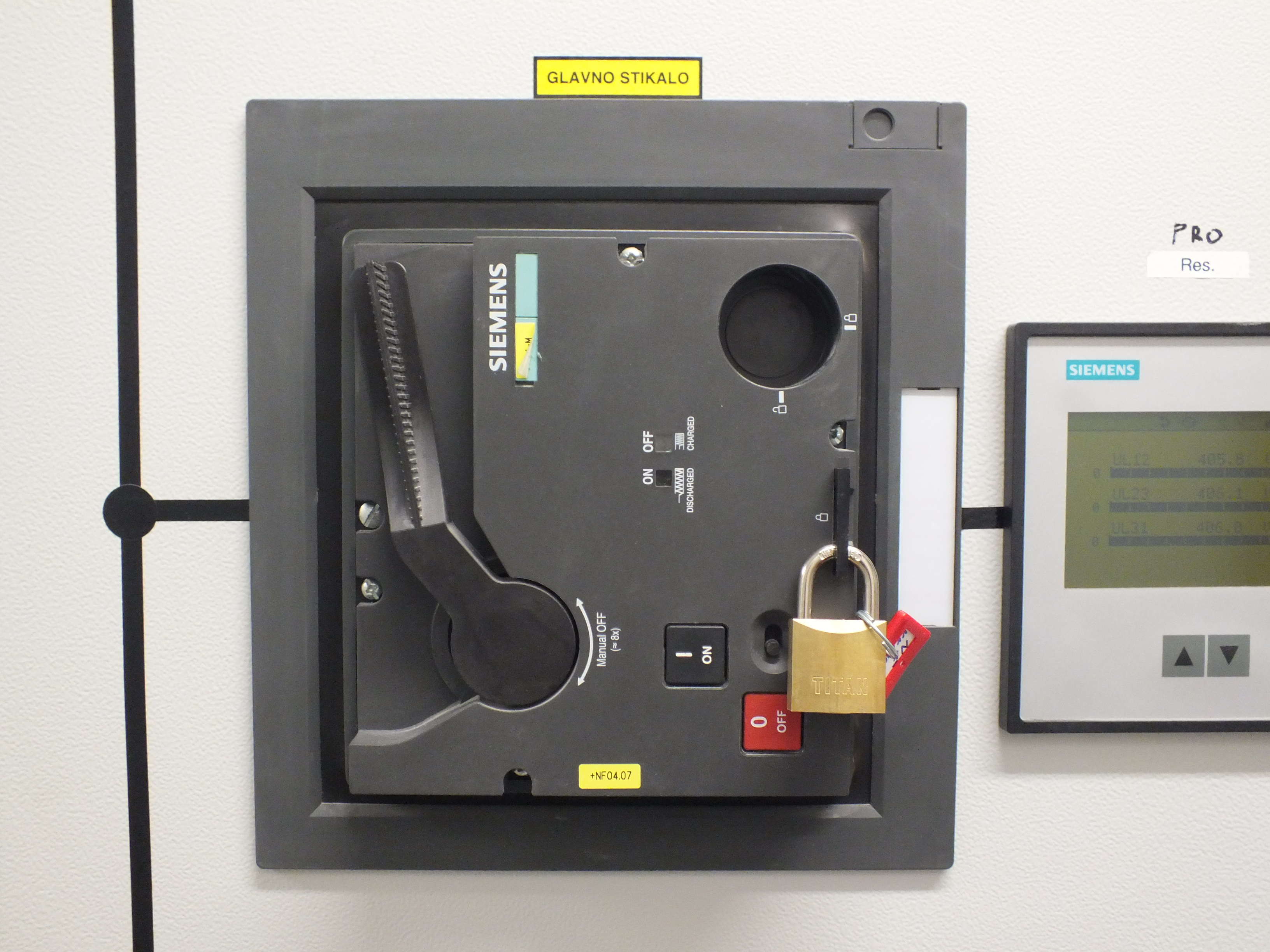
Condamnation en position d'ouverture d'un appareil électrique.

La consignation, le verrouillage ou cadenassage (Québec),, désignent la suite chronologique d'opérations indispensables et réglementées, qui permettent d'assurer la sécurité du personnel et du matériel avant d'intervenir sur un appareillage électrique, une installation électrique, ou simplement un circuit électrique. En effet, seuls les travaux effectués hors tension peuvent protéger intégralement des risques d'électrocution, à condition que l'on soit sûr que toute tension soit effectivement supprimée et qu'elle le reste : c'est le but de la consignation. En France, la consignation électrique d'un ouvrage est régie par la norme NF C18-510.

## Procédure de consignation
Avant de suivre la procédure ci-dessous, l'intervenant doit s'équiper d'EPI (équipement de protection individuel) des gants isolants, de casque isolant, de masque anti-UV, ne pas porter d'objet métallique sur soi, d'EIS (équipement de sécurité individuel) tapis isolant, des outils isolés 1000 V, un cadenas de consignation, une pancarte ou un macaron de consignation, et un détecteur de tension et également d'ECS (équipement collectif de sécurité) balise pour balisage panneau d'avertissement et nappes isolantes pour les composés nus sous tension proches de l'opérateur.

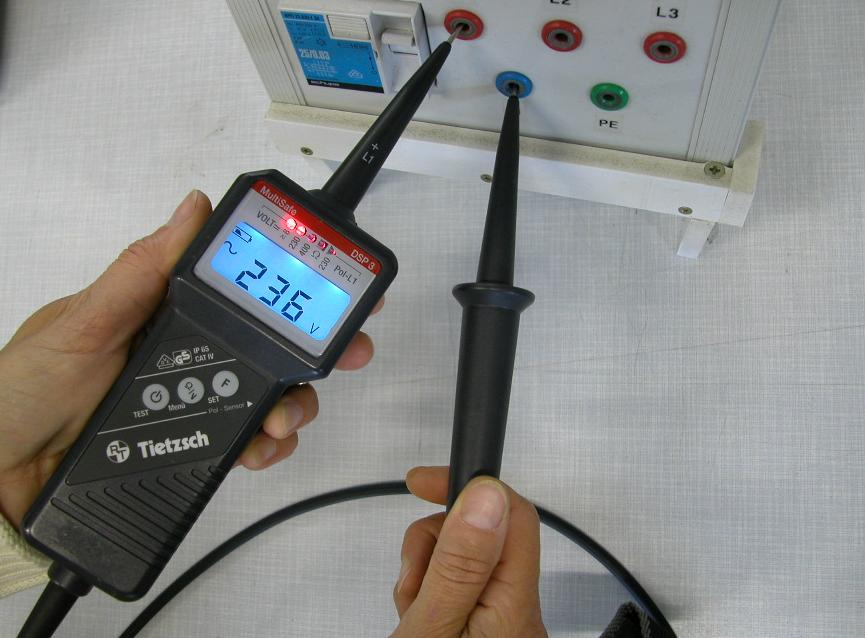
Détecteur de tension permettant de réaliser une opération de VAT.

Les opérations successives de la procédure de consignation sont :
1. la séparation[4] : couper l'alimentation, le plus souvent par ouverture d'un disjoncteur ;
2. la condamnation en position d'ouverture[4] : elle a pour but d'empêcher la manœuvre de l'appareillage de séparation au moyen de cadenas et d'étiquetage.
3. l'identification[5] : deux phases : 1. s'assurer que la partie d'installation que l'on vient de séparer et condamner est bien celle sur laquelle on doit intervenir ou travailler ; 2. poser des étiquettes ou des panneaux de signalisation indiquant que quelqu'un travaille sur l'installation et qu'il ne faut en aucun cas remettre le courant ;
4. la vérification d'absence de tension (VAT)[5] : à l'aide d'un détecteur de tension normalisé et spécialement conçu à cet effet[5]. L'utilisation d'un multimètre ou contrôleur universel est interdite pour faire une vérification d'absence de tension[6] ;
5. la mise à la terre et en court-circuit (MALT/CC)[6] : cette mise à la terre des conducteurs actifs a obligatoirement lieu immédiatement après la vérification d'absence de tension et est complétée par leur mise en court-circuit (afin de s'assurer contre la présence de condensateur et de tensions induites dues à une grande longueur de câble ou d'un retour de la tension)[6].

En basse tension, l'opération de mise à la terre et en court-circuit (MALT/CC) n'est pas obligatoire lors d'une procédure de consignation dès lors qu'il n'y a pas de risque de retour de tension (par batterie, groupe électrogène, onduleur...), qu'il n'y a pas de tension induite, de condensateur, de câbles de grande longueur. 
La procédure de consignation peut être réalisée :
- en une étape, dans ce cas le chargé de consignation effectue l'ensemble des opérations de la procédure de consignation[7].
- en deux étapes, dans ce cas le chargé de consignation effectue les opérations de séparation et de condamnation (première étape) puis le chargé de travaux effectue les opérations d'identification, de vérification d'absence de tension (VAT) et si nécessaire la mise à la terre et en court-circuit (deuxième étape)[7].

Les opérations de déconsignation sont conduites dans l'ordre inverse des opérations de consignation.

## Habilitations électriques
Dans le domaine des travaux d'ordre électrique, la consignation doit être confiée à un chargé de consignation, c'est-à-dire une personne possédant l'habilitation de niveau BC (en basse tension) ou HC (en haute tension).
Les personnes possédant les habilitations B0 B1 B2 BS BP BE H0 H1 H2 HP HE ne peuvent être chargés de consignation.  
Il peut être confié une partie des opérations de consignation à un chargé d'opération spécifique BE ou HE Manœuvres 

## Autres types de consignation

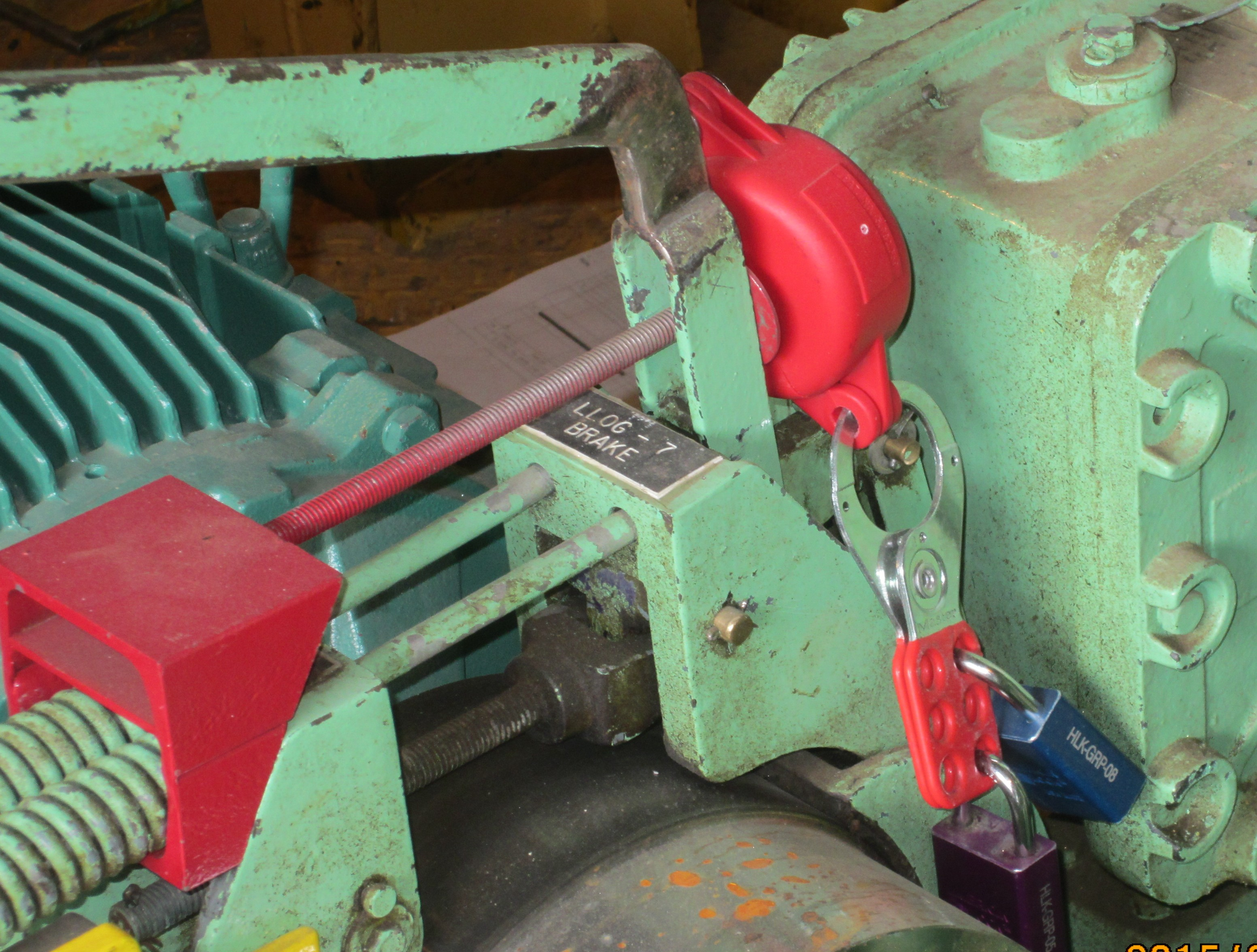
Frein de levage consigné.

À noter que les principes de la consignation d'équipements électriques doivent également s'appliquer à d'autres équipements, par exemple :
- équipement mu par l'énergie hydraulique, oléohydraulique ou pneumatique (vérin, etc.) ;
- source de rayonnement ionisant ou lumineux (équipement radiologique, laser, etc.) ;
- circuit de fluide sous pression ou non (produit chimique dangereux, eau chaude, etc.) ;
- système mécanique pouvant effectuer un mouvement imprévu (ressort, contrepoids, etc.).